# Beata Pietkiewicz
Beata Pietkiewicz (bis 2023 Beata Petkevič; * 25. Juni 1981 in Jančiūnai, Rajongemeinde Šalčininkai) ist eine litauische konservative Politikerin polnischer Herkunft, Seimas-Mitglied.

## Leben
Nach dem Abitur 1999 an der Mittelschule Butrimonys schloss Beata Pietkiewicz das Magisterstudium der Geschichte an der Universität Warschau in Polen ab. 2013 und 2019 bildete sie sich im Bereich Kulturdiplomatie bei Collegium Civitas weiter. 2006 lehrte sie am Gymnasium Eišiškės. Von 2007 bis 2015 war sie Beraterin des Bürgermeisters und von 2019 bis 2020 Vizebürgermeisterin von Šalčininkai.
Seit 2020 ist sie Mitglied im 13. Seimas, Mitglied des Ausschusses für Bildung, Wissenschaft und Kultur.
Sie ist Mitglied der konservativen Partei Lietuvos lenkų rinkimų akcija – Krikščioniškų šeimų sąjunga.